# Whist
Whist, även kallat engelsk whist, är ett klassiskt kortspel för fyra deltagare, som spelar parvis mot varandra. Spelet går ut på att vinna så många stick som möjligt.
Spelarna får 13 kort var. Det sista kortet i given visas upp och bestämmer trumffärg. Det par som spelat hem flest stick får 1 trickpoäng för varje trick, det vill säga stick utöver de första sex. När ett par har uppnått 5 trickpoäng eller mer har paret vunnit ett game, eller, som man också kan säga, fått utgång. Utgången belönas med ytterligare poäng, kallade robbertpoäng. Den sida som först fått två utgångar har vunnit en robbert, det vill säga en spelomgång. Vinstens storlek är lika med skillnaden mellan de båda sidornas robbertpoäng.
Ofta, men inte alltid, utdelas dessutom honnörspoäng till den sida som i given fått tre eller fyra av honnörerna, alltså de fyra högsta korten i trumffärgen.
Amerikansk whist skiljer sig från engelsk whist endast i fråga om poängräkningen: för utgång krävs 7 trickpoäng, och honnörspoäng förekommer inte. Benämningen short whist används ibland om den vanliga engelska whisten för att skilja den från den äldre varianten long whist, i vilken krävdes dubbelt så många poäng för utgång.
Whisten uppstod i England på 1600-talet och etablerade sig i mitten av 1700-talet som det mest ansedda kortspelet i västvärlden, en position som spelet behöll fram till 1900-talets början. Spelets namn har sannolikt att göra med att ordet i äldre engelska betydde ”hysch!”, en syftning på att man inte skulle prata under spelet.

## Andra whistspel
Whist ligger till grund för flera andra kortspel. Bland dem återfinns bridgewhist, som är en länk i den utvecklingskedja som leder från whist fram till kontraktsbridge. Den i Sverige numera förhärskande formen av whist är fyrmanswhist, som är ett whistspel utan trumf.
Whistspel för 4 spelare
- Auktionswhist
- Boston
- Bridgewhist
- Cayenne
- Fyrmanswhist
- Kontraktswhist
- Priffe
- Solowhist

Whistspel för 3 spelare
- Bismarck
- Mulle
- Tre Belli
- Tremanswhist

Whistspel för 2 spelare
- Double dummy whist
- Humbugwhist
- Japansk whist
- Plockwhist
- Tvåmanswhist

Whistspel för valfritt antal spelare
- Beredskap
- Knockoutwhist